# 카를루스 마리겔라
카를루스 마리겔라(브라질 포르투갈어: Carlos Marighella [ˈkaʁluz ˌmaɾiˈɡɛlɐ]: 1911년 12월 5일 ~ 1969년 11월 4일)는 브라질의 마르크스-레닌주의 혁명가이다. 반스탈린주의와 수정주의에 빠져 프롤레타리아 혁명을 포기하고 브라질 군사독재정권에 대한 저항에 무관심한 브라질 공산당을 탈당하여 마르크스-레닌주의 도시 게릴라인 국민해방운동을 설립하였다. 카를루스 마리겔라는 대표적인 스탈린주의자이자 게바라주의자이며 포코 이론가로, 『도시유격대 독본』저술로 도시유격대에 대한 이론적 기여로 유명하다.

## 생애
1911년 12월 5일, 브라질 바이아주에서 이탈리아 출신 이민자 가정에서 태어났다. 1932년 브라질 공산당에 입당하였고, 제툴리우 바르가스의 독재정권을 비판하는 서적을 집필한 혐의로 체포되었다. 1946년 제툴리우 바르가스의 독재정권이 붕괴하고 브라질 공산당이 다시 합법화되면서 카를루스 마리겔라는 석방되었고, 1946년 브라질 총선에서 노동자들의 지지를 받아 하원의원으로 선출되었다. 이 무렵 카를루스 마리겔라는 브라질 공산당의 지도자가 되어 투옥된 정치범들을 석방하고 노동조합, 농민조합 합법화를 이루어내는 큰 성과를 이루었지만, 1948년 브라질 군사독재정권이 들어서면서 브라질 공산당은 다시 금지되었고, 그는 의원직을 상실하고 비밀 경찰에 납치되어 구금되었다.
1950년 비밀 경찰의 감시에서 벗어난 카를루스 마리겔라는 구금지를 탈출하여, 브라질 공산당에 복귀했고, 그해 중앙위원회 정치국 위원으로 선출되어 브라질 공산당의 지도자가 되었다. 1953년과 1954년 사이 중국 공산주의 혁명에 대해 분석하기 위해 브라질 공산당 대표로 중화인민공화국을 방문했고, 1959년에는 쿠바를 방문하여 쿠바 혁명에서 큰 영감을 얻었다. 카를루스 마리겔라는 이오시프 스탈린, 게오르기 디미트로프, 허를러깅 처이발상, 엔베르 호자, 마오쩌둥, 체 게바라의 열렬한 지지자로써 반스탈린주의와 수정주의에 잠식된 브라질 공산당 지도부를 맹렬히 비판하며, 브라질 공산당을 탈당했다.
1964년 1월, 카를루스 마리겔라는 마르크스-레닌주의 도시 게릴라인 국민해방운동을 설립하였고, 사회주의 혁명을 통해 미국의 지원을 받는 군사독재정권을 전복하고 마르크스-레닌주의 국가를 수립하기 위해 무장 투쟁을 전개하였다. 1967년 8월, 카를루스 마리겔라는 쿠바 아바나에서 개최된 제1차 라틴아메리카 연대회의에 브라질 대표로 참석하여 이오시프 스탈린과 체 게바라에 대한 열렬한 존경심을 표하며, 유격전 전술에서 포코 이론의 중요성을 강조했다. 1969년 카를루스 마리겔라는 미리 매복한 극우군사독재정권의 부역한 한 정치경찰에게 살해되었다.